# Wępiły
Wępiły – wieś sołecka w Polsce położona w województwie mazowieckim, w powiecie płońskim, w gminie Raciąż. Obok miejscowości przepływa rzeczka Rokitnica, dopływ Raciążnicy.
W latach 1975–1998 miejscowość administracyjnie należała do województwa ciechanowskiego.